# Elena Andreicheva
Elena Andreicheva (* in Kiew) ist eine britisch-ukrainische Dokumentarfilmerin. Sie wurde 2020 mit dem Oscar ausgezeichnet.

## Leben
Elena Andreicheva stammt aus der Ukraine, lebt und arbeitet aber in Großbritannien. Sie studierte zunächst Physik, um dann einen Master-Studiengang für Wissenschaftsjournalismus abzuschließen.
2016 drehte sie den Kurzfilm Polish Go Home, der unter anderem auf dem Aesthetica Film Festival und dem London Short Film Festival gezeigt wurde. Der Film wurde auch auf dem Polish International Film Festival gezeigt.
Für die Oscarverleihung 2020 wurde Elena Andreicheva zusammen mit Carol Dysinger für Learning to Skateboard in a Warzone (If You’re a Girl) für den Oscar für die beste kurze Dokumentation nominiert und ausgezeichnet. Der Film wurde außerdem bei den BAFTA Awards als bester britischer Kurzfilm nominiert.